# クレイ・ベリンジャー

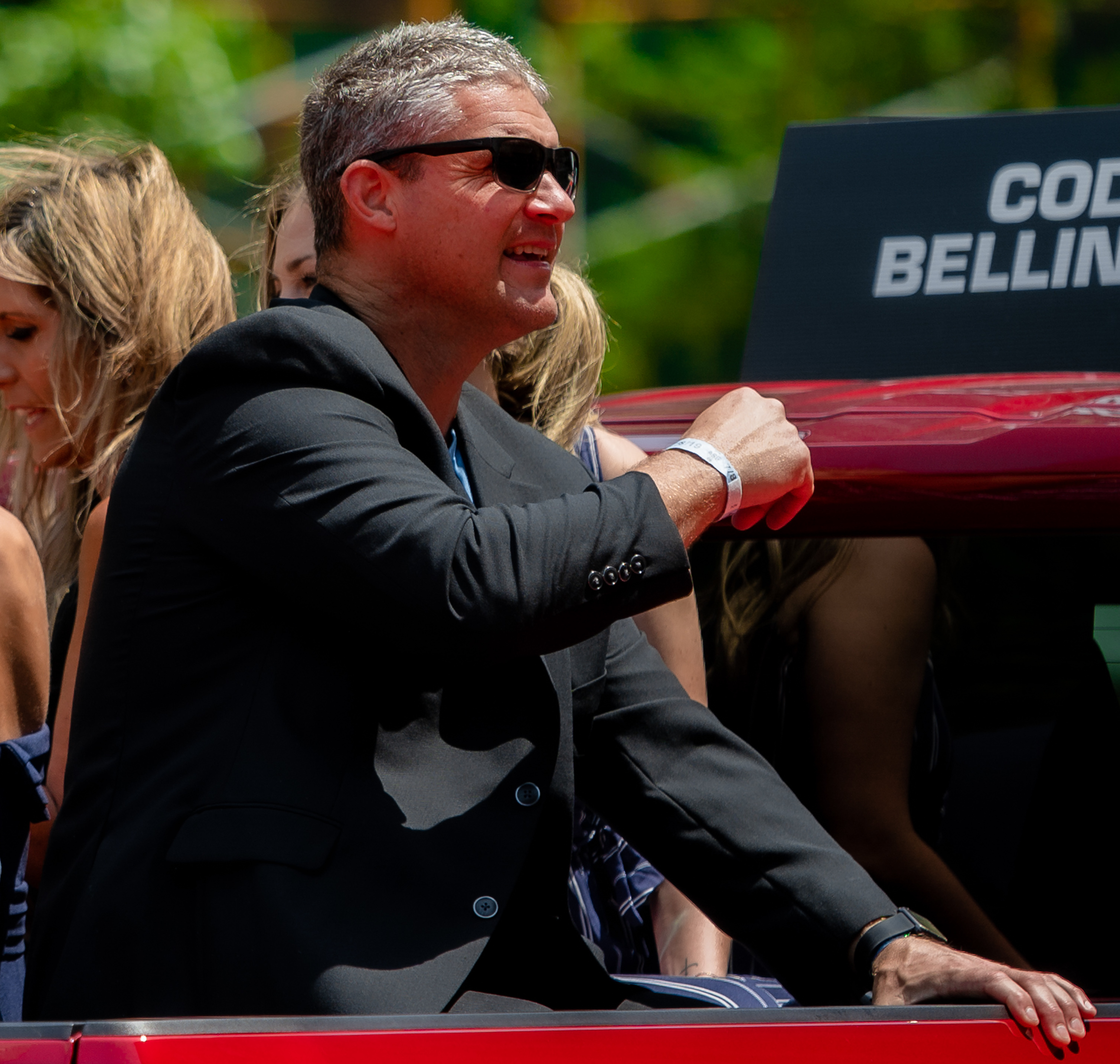
クレイ・ベリンジャー（2019年）

クレイトン・ダニエル・ベリンジャー（Clayton Daniel Bellinger, 1968年11月18日 - ）は、アメリカ合衆国の元プロ野球選手。MLBのニューヨーク・ヤンキースとアナハイム・エンゼルスに所属し、ヤンキースの選手としてワールドシリーズで2回優勝した。息子はヤンキースに所属するコディ・ベリンジャー、およびサンディエゴ・パドレス傘下に所属するコール・ベリンジャー。

## 人物
ニューヨーク州オチゴ郡オネオンタ出身。フロリダ州ウィンターパークにあるロリンズ・カレッジで遊撃手としてプレーしていた。1989年、MLBドラフトの第2ラウンド（全体で44回目のピック）でサンフランシスコ・ジャイアンツから指名された。最初の10シーズンはマイナーリーグ（うち6回は3A）でプレイした。 1999年、30歳を目前としてマイナーリーグ1,000試合出場を達成。
1999年、ニューヨーク・ヤンキースに移籍。捕手と投手を除くすべてのポジション（指名打者を含む）を経験した。2000年のワールドシリーズの第2戦において、9回に左翼手として出場。ニューヨーク・メッツのトッド・ジールが放ったホームラン性の当たりを、フェンスの外にグラブを出しながらキャッチし、ヤンキースの勝利に貢献した。2002年、アナハイム・エンゼルスに移籍。2試合に出場し1安打を記録するも、最終的にマイナーリーグに降格した。
2004年、ボルチモア・オリオールズ傘下でプレーしていたベリンジャーは、2004年アテネオリンピックにおける野球競技のギリシャ代表チームに招集された。ベリンジャーはアメリカ合衆国出身であるが、ベリンジャーにはギリシャ人の祖父母がおり、当時ナショナルチームへの所属資格として本人の曽祖父母まで遡ることが許されていたため、ギリシャ代表へ所属することになった。これは、ギリシャのナショナルチームの幹部であり、オリオールズのオーナーでもあるピーター・アンジェロスにより行われた措置であり、ベリンジャーはオリンピック終了後にオリオールズに残留することを望んだため、ギリシャ代表へ参加せざるを得なかったのである。しかし、ギリシャ代表は決勝ラウンドに駒を進めることができず、オリオールズに残留することも叶わなかった。
プロ野球選手を引退後、アリゾナ州チャンドラーのリトルリーグオールスターズのアシスタントコーチに就任。2007年のリトルリーグ・ベースボール・ワールドシリーズへ進出した。2017年現在、アリゾナ州ギルバートで消防士として働いている。